# Hans van Baalen
Johannes Cornelis "Hans" van Baalen, född 17 juni 1960 i Rotterdam, död 29 april 2021 i Rotterdam, var en nederländsk politiker, främst känd som Liberala internationalens ordförande och partiledare för Alliansen liberaler och demokrater för Europa. Van Baalen tillhörde det nederländska Folkpartiet för frihet och demokrati (VVD), för vilkas räkning han satt i Europaparlamentet. Han hade tidigare även suttit i Generalstaternas andra kammare i två perioder, först mellan 1999 och 2002, senare mellan 2003 och 2009.

## Biografi
Van Baalen föddes den 17 juni 1960 i Rotterdam. Han gick sina gymnasiestudier i Krimpen aan den IJssel, och studerade därefter juridik på Universitetet i Leiden, varifrån han har en Juris doktor och en Master of Laws. 1986 påbörjade van Baalen sin militära karriär. Samma år blev han medlem i VVD. Mellan 1993 och 1998 var han partibyråns internationelle sekreterare. År 1999 valdes han in i på sin första ämbetsperiod i Generalstaternas andra kammare, där han satt fram tills 2002. Hans andra period i parlamentet varade mellan 2003 och 2009. Innan sin politiska karriär arbetade van Baalen som journalist och på Deloitte.
Van Baalen blev invald i Europaparlamentet i valet 2009. Samma år valdes han också till ordförande för Liberala internationalen, en post som han innehade fram till april 2014. Han sågs som en av VVD:s tungviktare. Han valdes till partiledare för Alliansen liberaler och demokrater för Europa (ALDE) den 21 november 2015.
Van Baalen avled den 30 april 2021 efter en kortare tids sjukdom.